# Ерофеев, Сергей Владимирович
Сергей Владимирович Ерофеев (род. 29 декабря 1951, Ленинград) — менеджер советского, российского телевидения, телепродюсер.

## Биография
В 1974 окончил факультет журналистики МГУ им. М. В. Ломоносова по специальности «литературный работник радиовещания и телевидения».
В 1974—1990 годах работал в Гостелерадио СССР: редактор, старший редактор, заместитель руководителя Группы международных агентств, заместитель заведующего Отделом специальных проектов, заместитель главного редактора Главной редакции международной жизни ЦТ СССР.
В 1990 году — один из основателей, затем до 1997 года член Коллегии, Директор по международным связям Всероссийской государственной телевизионной и радиовещательной компании. В это же время: представитель телекомпании Euronews в России (1992—1993); телепродюсер IBC на Олимпийских Играх в Атланте (футбол; 1996); член совета директоров Международной ассоциации телевидения и радиовещания (1991—1996).
С 1996 года — Член исполкома Европейской ассоциации регионального телевидения Circom Regional, национальный координатор по РФ и государствам бывшего СССР.
В 1997 году — один из основателей ОАО «ТВ Центр», затем до 1999 — заместитель Генерального директора по внешним связям; автор и руководитель проекта телевизионного вещания «ТВ Центра» в сети Интернет (1998—1999). Одновременно — заместитель руководителя Комитета по телекоммуникациям и СМИ Правительства г. Москвы (1997); советник по международным вопросам председателя Комитета по телекоммуникациям и СМИ Правительства Москвы (1997—1999); корреспондент Europe Online по России (1998—2002).
В 1999 году — один из учредителей межрегионального общественного фонда «Образование в третьем тысячелетии», по настоящее время — вице-президент по внешним связям.
Автор концепции создания, а также консалтинг Ирландского цифрового образовательного ТВ (2001).
В 2002 — один из учредителей, по настоящее время — Исполнительный директор Международной академии телевидения и радио (IATR). С 2002 — редактор и издатель сетевых журналов «ТВ Дайджест» и «TV in Russia».
С 2003 — преподаватель кафедры телевизионных, радио- и интернет-технологий в Российском государственном гуманитарном университете.
С 2004 — Генеральный директор компаний ES PRESS.
С 2014 — декан факультета журналистики и сценарного мастерства Гуманитарного института телевидения и радиовещания имени. М.А. Литовчина
Продюсер ряда художественных выставок, в том числе первой европейской выставки регионального искусства (Потсдам, Германия, 2000).
Автор 3000 сюжетов, переданных по каналам Интервидения, Евровидения и международных агентств телеинформации; около 30 документальных фильмов автором документальных фильмов; продюсер многих телемостов и передач, руководитель «Международной панорамы» ЦТ СССР.
Участник международных конференций, семинаров, «круглых столов» по проблемам вещания, в том числе делегат Первого телевизионного форума ООН (1996).
Увлечения — живопись, фотография, путешествия, новые информационные технологии.

### Избранные публикации
- «Космические телемосты» (М., 1990)
- «Central and Eastern Europe: Audiovisual landscape and copyright legislation» (соавтор; Antwerpen, 1994)
- «The International World of Electronic Media» (соавтор; New York: McGraw-Hill, 1995)

## Семья
Женат. Дети — сын и дочь.

## Награды
- Премия Эмми за телевизионное мастерство[3].